# Achtersluispolder
De Achtersluispolder is een bedrijventerrein in de Noord-Hollandse stad Zaandam. Het terrein is gelegen ten noorden van het Noordzeekanaal, ten zuiden van het Vijfhoekpark, ten oosten van het Zijkanaal G dat uitkomt in 
de Zaan en ten westen van het Zijkanaal H. De polder is ontstaan toen het IJ gedeeltelijk werd ingepolderd ten behoeve van de aanleg van het Noordzeekanaal. 
Het bedrijventerrein biedt plaats aan allerlei soorten grote of kleinere bedrijven waarvoor in de stad geen plaats is. Ook is er een openluchtstalling aanwezig voor de bussen van EBS. Van 1977-2010 bevond zich op het terrein de garage van de voormalige Enhabo die in 2010 door Connexxion werd verlaten en van 2010-2023 vervangen door een openluchtstalling. 
In het bedrijventerrein bevinden zich twee insteekhavens de Isaac Baarthaven en de Dirk Metselaarshaven.
De naam van de polder verwijst naar het feit dat de polder achter een sluis was gelegen.